# UEFA 유로 2008
2008 UEFA 유럽 축구 선수권 대회(독일어: Fußball-Europameisterschaft 2008,프랑스어: Championnat d'Europe de football 2008,이탈리아어: Campionato Europeo di calcio 2008,로만슈어: Campiunadis Europeans da ballape 2008)는 흔히 UEFA 유로 2008(UEFA Euro 2008), 줄여서 유로 2008(EURO 2008)로도 불리는 유럽 축구 연맹(UEFA) 회원국들이 참가하는 4년제 축구 대회인 유럽 축구 선수권 대회의 13번째 대회이다. 이 대회는 오스트리아와 스위스가 2008년 6월 7일부터 6월 29일까지 공동 개최했다. (두 개최국 모두 첫 개최였다.)
이 대회에서 스페인은 결승전에서 독일을 1-0으로 이기며 우승을 거두었다. 스페인은 유럽 선수권 대회 역사상 조별 리그를 전승으로 통과하고 대회 정상에 오른 2번째 국가인데, 이는 프랑스가 1984년 대회를 우승한 이래 거둔 기록이다. 스페인은 또한 1996년 대회의 독일 이래 무패로 정상에 오른 첫 국가이기도 하다.
전 대회인 유로 2004 우승을 거둔 그리스는 이 대회 본선에도 참가했다. 그러나, 그리스는 조별 리그 세 경기를 모두 패해 최저 상금만을 챙기며 유로 2008에서 최악의 성적을 거두었다. 31번의 경기에서 참가국은 총 77골을 기록했는데, 이는 전 대회에 기록한 골 수와 동일하다.
오스트리아와 스위스가 개최국으로서 자동 진출권을 손에 넣었고, 나머지 14개국은 2006년 8월부터 2007년 11월까지 진행된 예선전을 통해 참가권을 획득했다. 이 대회를 우승한 스페인은 남아프리카 공화국에서 열린 2009년 컨페더레이션스컵 진출권도 쟁취했다.

## 개최국 선정
오스트리아와 스위스는 공동 개최권을 제출했는데, 유치전에서 6개조의 국가들과 경쟁했다: 보스니아 헤르체고비나-크로아티아, 그리스-튀르키예, 북구 4개국(노르웨이, 덴마크, 스웨덴, 그리고 핀란드), 헝가리, 러시아, 그리고 스코틀랜드-아일랜드. 오스트리아는 앞서 헝가리와 유로 2004 유치전에 공동 개최를 희망했지만, 최종적으로 포르투갈에게 개최권을 내주었고, 스웨덴은 앞서 유로 1992를 개최했다.
오스트리아-스위스, 헝가리, 그리스-튀르키예, 그리고 북구 4개국 순서로 최종 유치전까지 경쟁했고, 유럽 축구 연맹 국가대표팀 위원회의 투표로 최종 개최국이 결정되었다.
유럽 축구 연맹 집행위원회의 최종 투표 결과는 다음과 같았다:
1. 오스트리아- 스위스
2. 헝가리
3. 그리스- 튀르키예
4. 북구 4개국( 노르웨이- 덴마크- 스웨덴- 핀란드)
5. 스코틀랜드- 아일랜드
6. 러시아
7. 보스니아 헤르체고비나- 크로아티아

오스트리아-스위스는 공동 개최를 확정지은 2번째 사례로, 첫 사례는 유로 2000 공동 개최한 벨기에와 네덜란드였다. 폴란드와 우크라이나가 개최한 차회 대회는 3번째 공동 개최 대회가 되었다.

## 대회 요약
유로 2008의 예선전은 2006년 월드컵이 종료하고 1달 뒤인 2006년 8월에 시작했다. 예선전에는 공동 개최국인 오스트리아와 스위스, 그리고 유럽 축구 연맹에 갓 가입한 몬테네그로를 제외한, 유럽 축구 연맹 회원국들이 참가했다. 잉글랜드는 시드 배정을 받고도 본선에 진출하지 못한 국가였고, 반면에 러시아는 시드 배정을 받지 못한 유일한 본선 진출국이었다. 이 대회에 오스트리아와 폴란드가 처음으로 본선 무대를 밟았다.
대회 본선 조추첨식은 2007년 12월 2일에 진행되었는데, 이탈리아, 프랑스, 루마니아, 그리고 네덜란드가 편성된 C조가 편성 후 "죽음의 조"로 평가되었다. 이와 대조되게 독일과 포르투갈은 무난한 대진표를 받은 것으로 평가되었는데, 이들은 이탈리아, 프랑스, 네덜란드, 그리고 스페인과 결승전까지 만나지 않는 대진표를 받았기 때문이다.
조별 리그에서 크로아티아, 네덜란드, 그리고 스페인이 조별 리그에서 획득할 수 있는 모든 승점을 수확했다. 오스트리아와 스위스는 공동 개최국임에도 불구하고, 안방의 이점을 살리지 못하고 모두 조별 리그를 넘지 못했다. A조의 스위스는 알렉산더 프라이를 조별 리그 1차전에서 부상으로 잃으면서 전력이 크게 약화되었고, 결국 2차전까지 내리 패하면서 대회 첫 탈락국으로 기록되는 불명예를 안았다. 스위스는 조별 리그 최종전에서 포르투갈을 꺾고 유종의 미를 거두었다.
B조에서 오스트리아는 독일과의 최종전에서 8강 진출을 판가름하게 되었는데, 이 경기는 소위 "오스트리아의 결승전"으로 수식되었다. 그러나, 오스트리아는 이 경기를 0-1로 석패하면서, 유로 2008은 유럽 선수권 대회 역사상 처음으로 개최국 없는 결선 토너먼트가 되었다. A조 최종전에서는 튀르키예가 체코와의 최종전에서 0-2로 끌려다니던 경기를 페트르 체흐의 손에 미끄러진 골을 만회골로 연결한 것을 시발점으로, 니하트 카흐베치가 간결히 추가 시간 결승골을 넣으면서 3-2로 극적인 역전승의 마침표를 찍었다.
같은 경기에서 볼칸 데미렐 골키퍼가 체코의 공격수 얀 콜레르를 뻗게 하는 주먹질로 퇴장당했다. 튀르키예는 포르투갈과 함께 A조를 통과했다. 프랑스는 강국들이 즐비한 C조의 희생양이 되었는데, 0-0으로 비긴 루마니아와의 1차전 경기에서 승점 1점을 얻는 데 그쳤다. 이탈리아는 프랑스와의 최종전에서 승리해 승점 4점을 쌓아 네덜란드와 함께 8강에 진출했다. 그리고, D조에서는 그리스가 유로 2004에서 쓴 우승 신화를 재연하지 못하고 승점 없이 탈락했다. 러시아는 스웨덴과의 최종전에서 승리하면서 스페인과 함께 결선 토너먼트 진출권을 얻었다.
스위스와 튀르키예 간 6월 11일에 바젤의 장크트 야코프-파르크에서 열린 A조 2차전 경기는 경기장에 물이 고여 배수 장비를 정비해야 했다. 6월 19일에 열릴 포르투갈과 독일 간 8강전을 앞두고 구장 정비가 완료되었다. 8강전에서 포르투갈은 독일과의 박진감 넘치는 경기에서 패하며, 대회 도중 잉글랜드의 첼시로 떠나기로 알린 루이스 펠리피 스콜라리 감독과 유종의 미를 거두지 못했다. 튀르키예는 크로아티아와의 연장전에서도 경기 막판에 동점골을 넣어 승부차기 끝에 극적으로 준결승전에 진출했다. 네덜란드인 휘스 히딩크가 지도하는 러시아는 연장전 2골로 네덜란드를 꺾었다. 스페인은 이탈리아와 마지막 8강전을 벌여 120분 동안 득점 없이 비기고 승부차기에서 승리했다.

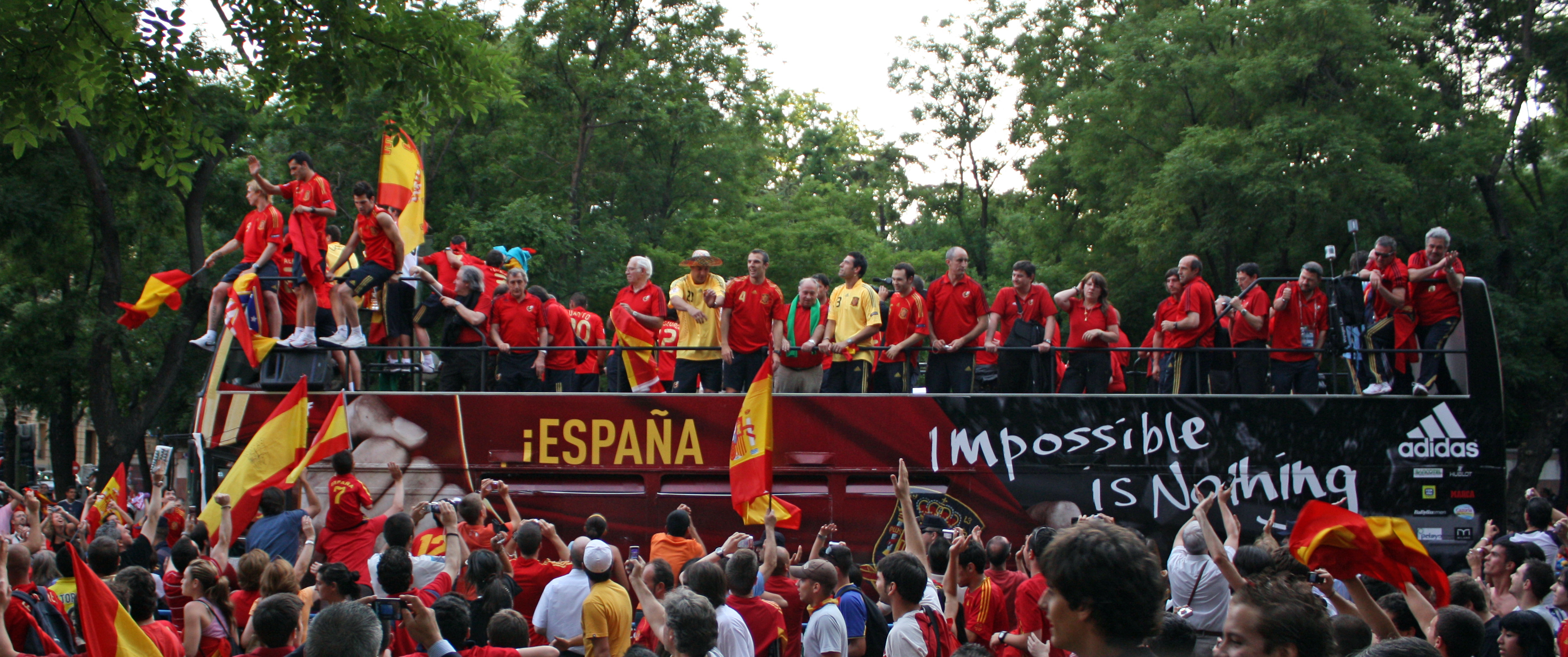
마드리드에서 뒤풀이하는 스페인 선수단

튀르키예의 행진은 준결승전에서 독일에 막혀 멈췄다. 튀르키예는 부상과 출장 정지로 9명이 출전 불가능한 가운데 경기에 임했지만, 선제골을 뽑아냈다. 이후, 튀르키예는 2-2 동점골을 넣었지만, 독일이 막판에 결승골을 넣으며 승부가 났다. 국제 텔레비전 중계가 경기 중간에 두절되어, 독일의 2번째 득점이 중계되지 못했다.
이는 경기가 스위스에서 진행되는 오스트리아의 중앙 중계국에서 뇌우가 연달아 치며 발생한 데 있었다. 단, 스위스 텔레비전 SRG SSR 중계는 경기장 내 자체 방송 시설로 중계를 계속했다. 중계가 두절된 가운데, 독일과 오스트리아의 ZDF와 ORF는 스위스의 독일어 방송 SF 1을 통해 방영되었다.
이로 인해, 독일의 골은 튀르키예에서 중계되지 못하고 독일에서만 중계되었다. 스페인은 반대편 준결승전에서 러시아를 3-0으로 이겼는데, 차비, 다니엘 귀사, 그리고 다비드 실바의 후반전 연속골에 힘입어 스페인은 24년 만에 주요 대회 결승전 무대를 밟았다.
스페인은 빈의 에른스트-하펠-슈타디온에서 열린 결승전에서 페르난도 토레스의 전반전 골에 힘입어 독일을 제치고 통산 2번째 유럽 선수권 대회 정상에 올랐다. 비록 독일이 초반을 잘 풀어갔지만, 스페인의 경기력이 안정화되면서 더 위협적인 기회를 창출했다.
약 30분이 지난 후, 차비는 독일의 수비진으로 쇄도하는 토레스에게 공을 배급했고, 주춤거리는 필리프 람을 제치고 공을 잡아 몸을 날리는 옌스 레만을 넘겨 반대편 골대 안쪽으로 골망을 흔들었다. 이 골은 결승전이 되었고, 스페인은 독일에게 점유율을 내주고도 경기를 지배하면서 유로 2008 우승을 달성했다.

## 예선
예선 조 추첨은 2006년 1월 27일, 스위스의 몽트뢰에서 중앙유럽 표준시 기준으로 12시에 진행되었다.
예선전은 2006년 월드컵 종료 1개월 후 시작했다. 오스트리아와 스위스는 공동 개최국 자격에 따라 자동으로 본선 진출권을 손에 넣었다.
예선 진행 방식은 전 대회에서 변경되었다. 7개조의 1위와 2위 국가가 자동으로 본선에 진출했고, 나머지 두 자리는 공동 개최국과 함께 본선 참가국 16자리를 채운다. 조 2위 국가들도 본선으로 직행함에 따라 조 2위 국가들 간의 플레이오프전이 없어졌다. 그에 따라 3위 이하의 국가는 즉시 탈락으로 처리되었다. A조만 8개 국가가 편성되었고, 나머지 조들은 7개국씩 편성되었다.
총 16개국 중 12개국은 전 대회 본선에도 진출했는데, 공동 개최국 오스트리아와 폴란드는 이번 대회에 유럽 선수권 대회 본선에 첫 발을 디뎠다. 유로 2004 본선에 참가하지 못했던 루마니아와 튀르키예도 8년 만에 본선에 복귀했다. 1984년 이래 처음으로 영국과 아일랜드의 국가들은 예선에서 전멸했는데, 2006년 월드컵에서 8강에 오른 잉글랜드도 예외는 아니었다. 주요 탈락국들 중에는 2006년 월드컵 8강에 오른 우크라이나도 있었고, 덴마크도 1980년 이래 처음으로 본선 진출이 좌절되었다. 유로 2004 본선에 참가했던 불가리아와 라트비아도 예선의 벽을 넘지 못하고 탈락했다.
2020년을 기준으로, 이 대회는 본선에 잉글랜드와 우크라이나가 참가하지 못한 가장 최근의 유럽 선수권 대회였다.

### 본선 참가국
| 국가       | 본선 진출 경로 | 본선 진출 확정일 | 이전 참가 대회                                             |
| ---------- | -------------- | ---------------- | ---------------------------------------------------------- |
| 스위스     | 공동 개최국    | 2002년 12월 12일 | 2회 (1996, 2004)                                           |
| 오스트리아 | 공동 개최국    | 2002년 12월 12일 | 0회 (첫 출전)                                              |
| 독일       | D조 2위        | 2007년 10월 13일 | 9회 (1972, 1976, 1980, 1984, 1988, 1992, 1996, 2000, 2004) |
| 그리스     | C조 1위        | 2007년 10월 17일 | 2회 (1980, 2004)                                           |
| 체코       | D조 1위        | 2007년 10월 17일 | 6회 (1960, 1976, 1980, 1996, 2000, 2004)                   |
| 루마니아   | G조 1위        | 2007년 10월 17일 | 3회 (1984, 1996, 2000)                                     |
| 폴란드     | A조 1위        | 2007년 11월 17일 | 0회 (첫 출전)                                              |
| 이탈리아   | B조 1위        | 2007년 11월 17일 | 6회 (1968, 1980, 1988, 1996, 2000, 2004)                   |
| 프랑스     | B조 2위        | 2007년 11월 17일 | 6회 (1960, 1984, 1992, 1996, 2000, 2004)                   |
| 크로아티아 | E조 1위        | 2007년 11월 17일 | 2회 (1996, 2004)                                           |
| 스페인     | F조 1위        | 2007년 11월 17일 | 7회 (1964, 1980, 1984, 1988, 1996, 2000, 2004)             |
| 네덜란드   | G조 2위        | 2007년 11월 17일 | 7회 (1976, 1980, 1988, 1992, 1996, 2000, 2004)             |
| 포르투갈   | A조 2위        | 2007년 11월 21일 | 4회 (1984, 1996, 2000, 2004)                               |
| 튀르키예   | C조 2위        | 2007년 11월 21일 | 2회 (1996, 2000)                                           |
| 러시아     | E조 2위        | 2007년 11월 21일 | 8회 (1960, 1964, 1968, 1972, 1988, 1992, 1996, 2004)       |
| 스웨덴     | F조 2위        | 2007년 11월 21일 | 3회 (1992, 2000, 2004)                                     |

1. ↑  굵은 글씨는 우승한 대회를 나타내며, 기울인 글씨는 개최한 대회를 나타낸다.
2. ↑  독일은 1972년 대회부터 1988년 대회까지 서독의 국명으로 참가했다.
3. ↑  체코는 1960년 대회부터 1980년 대회까지 체코슬로바키아의 국명으로 참가했다.
4. ↑  러시아는 1960년 대회부터 1988년 대회까지 소련의 국명으로, 1992년에는 독립국가연합의 국명으로 참가했다.

## 본선 추첨
본선 추첨식은 2007년 12월 2일, 스위스의 루체른 문화컨벤션센터에서 진행되었다.
2000년과 2004년 본선 추첨 절차와 마찬가지로, 16개 본선 진출국은 2006년 월드컵 예선전과 유로 2008 예선전 성적이 반영된 2007년 유럽 축구 연맹 국가대표팀 계수 순위에 따라 4개의 포트로 배정되었고, 각 포트별 국가가 각 조에 하나씩 들어갔다. 유로 1992와 유로 1996의 경우처럼, 각 조별로 두 경기장에서 경기를 치렀는데, 1번 포트로 배정된 국가는 세 경기를 모두 같은 경기에서 치렀다. 공동 개최국 자격으로 본선에 진출한 스위스와 오스트리아는 각각 A1자리와 B1자리로 자동 배정되었다. 나머지 14개 국가는 4개의 포트로 분류되었는데, 전 대회 우승을 거둔 그리스는 유럽 축구 연맹 계수 1위인 네덜란드와 함께 1번 포트에 들어갔다.
유럽 축구 연맹은 프랑스 국가대표팀의 레몽 도메네크 감독의 비난을 받았는데, 프랑스는 해당 조추첨 방식의 최대 피해자였기 때문이었고, 도메네크 감독은 2006년 월드컵을 우승한 이탈리아가 1포트로 분류되었어야 한다는 의견을 제시했다. 2007년 11월 22일, 유럽 축구 연맹의 조르조 마르케티 단장은 향후 유럽 선수권 대회에 반영할 계수 랭킹 체계를 개편을 검토하겠다고 밝혔다.
| 국가                  | 점    | 순 |
| --------------------- | ----- | -- |
| 그리스 (전 대회 우승) | 2.167 | 11 |
| 네덜란드              | 2.417 | 1  |

| 국가       | 점    | 순 |
| ---------- | ----- | -- |
| 크로아티아 | 2.409 | 2  |
| 이탈리아   | 2.364 | 3  |
| 체코       | 2.333 | 4  |
| 스웨덴     | 2.273 | 5  |

| 국가     | 점    | 순 |
| -------- | ----- | -- |
| 루마니아 | 2.250 | 6  |
| 독일     | 2.250 | 7  |
| 포르투갈 | 2.192 | 8  |
| 스페인   | 2.182 | 9  |

| 국가     | 점    | 순 |
| -------- | ----- | -- |
| 폴란드   | 2.167 | 12 |
| 프랑스   | 2.091 | 13 |
| 튀르키예 | 1.958 | 14 |
| 러시아   | 1.958 | 15 |

1. ↑  공동 개최국 스위스(계수 1.800; 20위)와 오스트리아(계수 1.500; 27위)는 계수로 매긴 순위와 무관하게 1포트로 배정되었다. 공동 개최국은 본선 추첨식을 진행하기 전에 1포트에서 빠졌고, 각각 A1 자리와 B1 자리에 배정되었다.
2. ↑  전 대회 우승국 그리스(계수 2.167; 11위)는 1포트로 자동 배정되어, C조나 D조로 배정하게 되었다.

각 포트의 국가들은 순차적으로 A조에서 D조로 편성되었다. 1포트의 남은 2개국은 C조와 D조로 먼저 배정되었다. 1포트 국가들은 모두 각 조의 1번 자리를 차지했다. 이후, 남은 12개국은 4포트 → 3포트 → 2포트 순으로 추첨되었다. 이후 또다른 대야에서 2번, 3번, 4번으로 배정해 대진 순서를 정하게 되었다. 공교롭게도, 2번, 3번, 그리고 4번 포트의 국가들은 포트 번호와 일치하는 대진 순서 번호를 받았다.
조 편성 결과는 다음과 같았다:
| 순 | 국가     |
| -- | -------- |
| A1 | 스위스   |
| A2 | 체코     |
| A3 | 포르투갈 |
| A4 | 튀르키예 |

| 순 | 국가       |
| -- | ---------- |
| B1 | 오스트리아 |
| B2 | 크로아티아 |
| B3 | 독일       |
| B4 | 폴란드     |

| 순 | 국가     |
| -- | -------- |
| C1 | 네덜란드 |
| C2 | 이탈리아 |
| C3 | 루마니아 |
| C4 | 프랑스   |

| 순 | 국가   |
| -- | ------ |
| D1 | 그리스 |
| D2 | 스웨덴 |
| D3 | 스페인 |
| D4 | 러시아 |

## 대회 장소

### 개최 도시 및 경기장
이 대회는 두 공동 개최국의 8개 경기장에서 진행되었다. 이 중 오스트리아에서 4개, 스위스에서 4개의 경기장이 경기를 개최했다. 각 경기장은 최소 30,000명을 수용할 수 있는 규모의 경기장이었다. 가장 큰 경기장은 빈의 에른스트-하펠-슈타디온으로, 53,295명을 수용할 수 있다. 그에 따라 에른스트-하펠-슈타디온이 결승전을 주최하는 경기장으로 선정되었다. 스위스는 조별 리그 3경기를 모두 바젤의 장크트 야코프-파르크에서 치렀는데, 이 중 1경기는 개막전 경기였고, 계획에 따라 결승전은 빈에서 열렸다. 오스트리아는 조별 리그 3경기를 모두 에른스트-하펠-슈타디온에서 치렀다.
2004년, 대회 조직위원회는 취리히 경기장에서 문제에 대면했다. 본래, 하르투름 경기장을 보수하여 취리히의 경기를 개최하려 했지만, 법적 규제로 2008년까지 경기장을 사용할 수 없게 되었다. 그에 따라 유럽 축구 연맹과 조직위원회 간 협약에 따라 각국 경기장을 4개씩 활용하는 조항을 위반할 위기에 처하기도 했다. 문제는 조직위원회가 대안으로 레치그룬트를 활용하는 방향으로 가닥을 잡으면서 해결되었다. 유럽 축구 연맹은 2005년 1월에 수정안을 승인했다. 레치그룬트는 2007년 9월 23일에 개장 경기를 개최했다.
| 스위스               | 스위스               | 오스트리아                         | 오스트리아                         |
| 바젤                 | 주네브               | 빈                                 | 클라겐푸르트                       |
| -------------------- | -------------------- | ---------------------------------- | ---------------------------------- |
| 장크트 야코프-파르크 | 스타드 드 주네브     | 에른스트-하펠-슈타디온             | 뵈르터제 슈타디온                  |
| 수용 인원: 42,500명  | 수용 인원: 31,228명  | 수용 인원: 53,295명                | 수용 인원: 31,957명                |
|                      |                      |                                    |                                    |
| 바젤베른주네브취리히 | 바젤베른주네브취리히 | 빈클라겐푸르트인스브루크잘츠부르크 | 빈클라겐푸르트인스브루크잘츠부르크 |
| 베른                 | 취리히               | 잘츠부르크                         | 인스부르크                         |
| 스타드 드 스위스     | 레치그룬트           | 슈타디온 발스-지첸하임             | 티볼리-노이                        |
| 수용 인원: 31,907명  | 수용 인원: 30,930명  | 수용 인원: 31,895명                | 수용 인원: 31,600명                |
|                      |                      |                                    |                                    |

### 선수단 베이스캠프
각 선수단은 경기들 중간에 묵을 "선수단 베이스캠프"에 입장할 수 있었다. 각 선수단은 대회 기간동안 훈련과 숙식을 베이스캠프에서 해결했고, 경기 전후로 베이스캠프를 떠나 경기장으로 이동했다. 16개국은 2007년 12월 18일까지 유럽 축구 연맹에 선수단이 묵을 베이스캠프를 통보했다.
| 선수단     | 베이스캠프                 |
| ---------- | -------------------------- |
| 그리스     | 호프 바이 잘츠부르크       |
| 네덜란드   | 로잔                       |
| 독일       | 아스코나                   |
| 러시아     | 레오강                     |
| 루마니아   | 장크트 갈렌                |
| 스웨덴     | 루가노                     |
| 스위스     | 포이시스베르크             |
| 스페인     | 노이스티프트 임 슈투바이탈 |
| 오스트리아 | 슈테거스바흐               |
| 이탈리아   | 바덴 바이 빈               |
| 체코       | 제펠트 인 티롤             |
| 크로아티아 | 바트 타츠만스도르프        |
| 튀르키예   | 벨뷔                       |
| 포르투갈   | 뇌샤텔                     |
| 폴란드     | 바트 발터스도르프          |
| 프랑스     | 몽 펠르랭                  |

## 선수 명단
각 선수단은 23명의 선수단을 선정해야 하며, 이 중 3명은 골키퍼로 명해야 하며, 유럽 축구 연맹에 최종 명단을 제출하는 기한은 2008년 5월 28일이었다. 대회 첫 경기를 앞두고 부상으로 인해 대회 내내 출전할 수 없는 이탈자가 발생하면, 그를 대신할 다른 선수를 차출할 수 있었다.

## 경기 심판진
2007년 12월 19일, 유럽 축구 연맹은 대회를 주관할 12명의 주심과 24명의 부심 명단을 발표했다. 2008년 4월, 체력 시험에서 탈락한 노르웨이 출신 부심 에리크 레스타를 대신해 같은 국적의 얀 페테르 란덴이 그를 대신해 차출되었다. 이탈리아의 로베르토 로세티 주심은 스위스와 체코 간 개막전, 독일과 스페인 간 결승전을 모두 주관했다.
| 국적       | 주심                   | 부심                                               | 주관 경기                                                                                       |
| ---------- | ---------------------- | -------------------------------------------------- | ----------------------------------------------------------------------------------------------- |
| 그리스     | 키로스 바사라스        | 디미트리오스 보자치디스 디미트리오스 사라이다리스  | 체코 1-3 포르투갈 폴란드 0-1 크로아티아                                                         |
| 네덜란드   | 피터르 핑크            | 아드리안 이니아 한스 텐 호퍼                       | 오스트리아 0-1 크로아티아 스웨덴 1-2 스페인                                                     |
| 노르웨이   | 톰 헨닝 외브레뵈       | 얀 페테르 란덴 에리크 레스타 게이르 오게 홀렌      | 독일 2-0 폴란드 이탈리아 1-1 루마니아                                                           |
| 독일       | 헤르베르트 판델        | 폴커 베첼 카르스텐 카다흐                          | 포르투갈 2-0 튀르키예 네덜란드 4-1 프랑스 스페인 0-0(4-2) 이탈리아 (8강전)                      |
| 벨기에     | 프랑크 더 블레이케러   | 알렉스 페르스트라턴 페터르 헤르만스                | 크로아티아 2-1 독일 러시아 2-0 스웨덴 러시아 0-3 스페인 (준결승전)                              |
| 스웨덴     | 페테르 프뢰이드펠트    | 스테판 비트베리 헨리크 안드렌                      | 네덜란드 3-0 이탈리아 튀르키예 3-2 체코 포르투갈 2-3 독일 (8강전)                               |
| 스위스     | 마시모 부사카          | 마티아스 아르네트 스테판 퀴아                      | 그리스 0-2 스웨덴 네덜란드 2-0 루마니아 독일 3-2 튀르키예 (준결승전)                            |
| 스페인     | 마누엘 메후토 곤살레스 | 후안 카를로스 유스테 히메네스 헤수스 칼보 과다무로 | 루마니아 0-0 프랑스 오스트리아 0-1 독일                                                         |
| 슬로바키아 | 류보시 미헬            | 마르틴 발코 로만 슬리슈코                          | 스위스 1-2 튀르키예 프랑스 0-2 이탈리아 네덜란드 1-3 러시아 (8강전)                             |
| 오스트리아 | 콘라트 플라우츠        | 마르쿠스 마이르 에곤 베로이터                      | 스페인 4-1 러시아 스위스 2-0 포르투갈                                                           |
| 이탈리아   | 로베르토 로세티        | 알레산드로 그리셀리 파올로 칼카뇨                  | 스위스 0-1 체코 그리스 0-1 러시아 크로아티아 1-1(1-3) 튀르키예 (8강전) 독일 0-1 스페인 (결승전) |
| 잉글랜드   | 하워드 웹              | 마이크 멀러키 대런 캔                              | 오스트리아 1-1 폴란드 그리스 1-2 스페인                                                         |

대기심
| 국적       | 대기심              |
| ---------- | ------------------- |
| 스코틀랜드 | 크레이그 톰슨       |
| 슬로베니아 | 다미르 스코미나     |
| 아이슬란드 | 크리스틴 야콥손     |
| 크로아티아 | 이반 베베크         |
| 포르투갈   | 올레가리우 벵케렌사 |
| 폴란드     | 그제고시 길레프스키 |
| 프랑스     | 스테판 라누아       |
| 헝가리     | 커셔이 빅토르       |

## 조별 리그

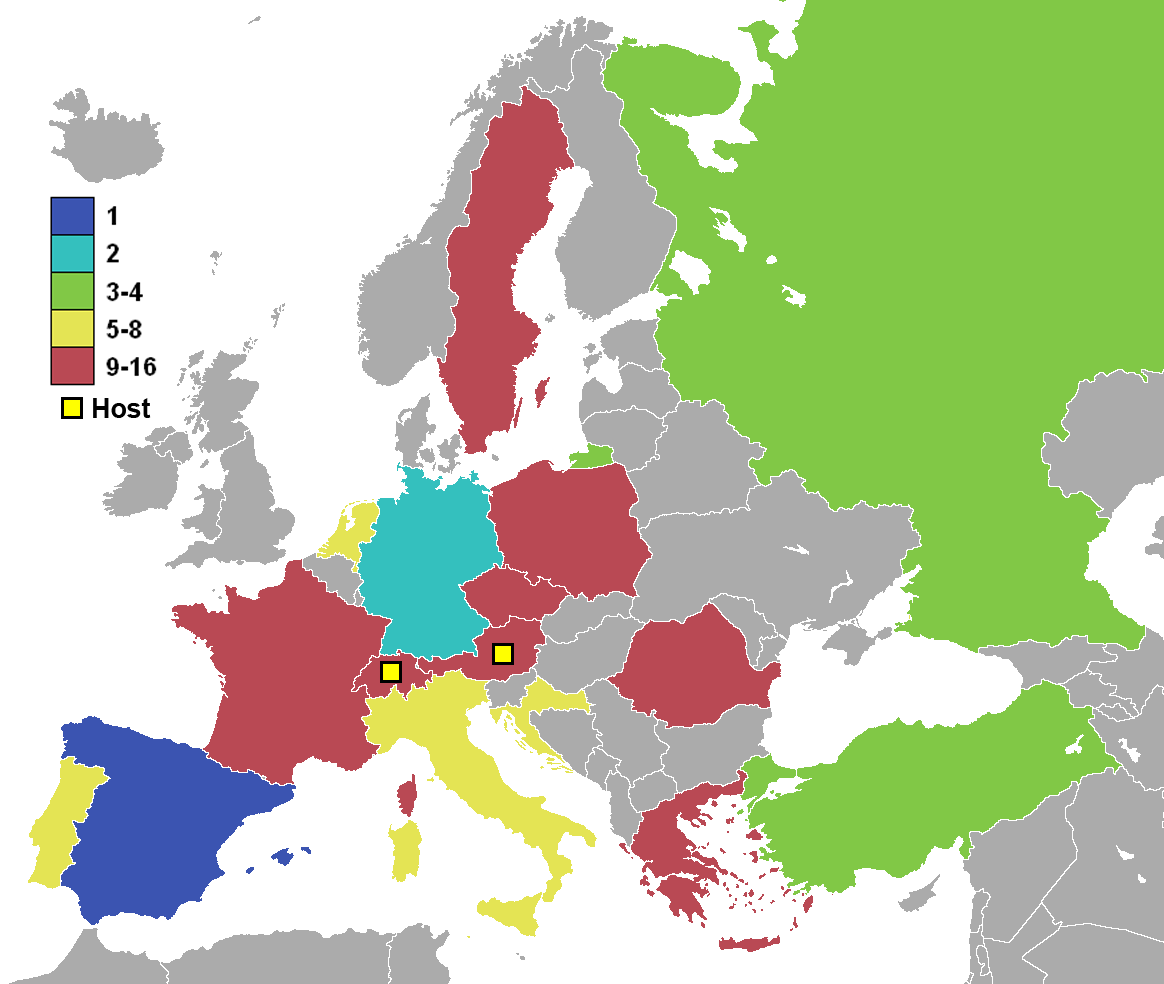
유로 2008 본선 참가국의 성적

4개 조로 편성된 국가들 중 상위 2개국이 8강에 진출했지만, 나머지 2개국은 대회에서 탈락했다.
하술할 모든 경기 시각은 중앙유럽 일광 절약 시간대 (UTC+02:00)를 기준으로 되어 있다.

### 순위 결정 방식
3번의 조별 리그 경기 후, 2개 이상의 국가의 승점이 동률일 경우, 최종 순위는 다음의 절차에 따라 결정된다:
1. 승점이 동률인 국가들 간 경기에서의 승점
2. 승점이 동률인 국가들 간 경기에서의 골득실차(2개국 이상 승점이 동률일 경우)
3. 승점이 동률인 국가들 간 경기에서의 다득점(2개국 이상 승점이 동률일 경우)
4. 전체 경기에서의 골득실
5. 전체 경기에서의 다득점
6. 2006년 월드컵 및 유로 2008의 예선에서 획득한 경기당 승점(획득한 승점을 치른 경기 횟수로 나눈 수)
7. 국가간 페어플레이 점수(본선만 산정)
8. 추첨

단, 추첨의 경우 승점이 동률인 국가가 조별 리그 최종전에서 맞대결을 펼치고 나머지 국가들과 승점이 다른 경우에는 다른 방식으로 최종 순위를 결정지었다. 이 경우, 두 국가 간의 최종순위는 승부차기로 가려졌다.

### A조
| 순위 | 팀         | 경기 | 승 | 무 | 패 | 득 | 실 | 차 | 승점 | 통과               |
| ---- | ---------- | ---- | -- | -- | -- | -- | -- | -- | ---- | ------------------ |
| 1    | 포르투갈   | 3    | 2  | 0  | 1  | 5  | 3  | +2 | 6    | 결선 토너먼트 진출 |
| 2    | 튀르키예   | 3    | 2  | 0  | 1  | 5  | 5  | 0  | 6    | 결선 토너먼트 진출 |
| 3    | 체코       | 3    | 1  | 0  | 2  | 4  | 6  | −2 | 3    |                    |
| 4    | 스위스 (H) | 3    | 1  | 0  | 2  | 3  | 3  | 0  | 3    |                    |

1. 1 2  상대 전적: 포르투갈 2-0 튀르키예.
2. 1 2  상대 전적: 스위스 0-1 체코

| 2008년 6월 7일  |     |          |                           |
| 스위스          | 0-1 | 체코     | 바젤 장크트 야코프-파르크 |
| 포르투갈        | 2-0 | 튀르키예 | 주네브 스타드 드 주네브   |
| 2008년 6월 11일 |     |          |                           |
| 체코            | 1-3 | 포르투갈 | 주네브 스타드 드 주네브   |
| 스위스          | 1-2 | 튀르키예 | 바젤 장크트 야코프-파르크 |
| 2008년 6월 15일 |     |          |                           |
| 스위스          | 2-0 | 포르투갈 | 바젤 장크트 야코프-파르크 |
| 튀르키예        | 3-2 | 체코     | 주네브 스타드 드 주네브   |

### B조
| 순위 | 팀             | 경기 | 승 | 무 | 패 | 득 | 실 | 차 | 승점 | 통과               |
| ---- | -------------- | ---- | -- | -- | -- | -- | -- | -- | ---- | ------------------ |
| 1    | 크로아티아     | 3    | 3  | 0  | 0  | 4  | 1  | +3 | 9    | 결선 토너먼트 진출 |
| 2    | 독일           | 3    | 2  | 0  | 1  | 4  | 2  | +2 | 6    | 결선 토너먼트 진출 |
| 3    | 오스트리아 (H) | 3    | 0  | 1  | 2  | 1  | 3  | −2 | 1    |                    |
| 4    | 폴란드         | 3    | 0  | 1  | 2  | 1  | 4  | −3 | 1    |                    |

1. 1 2  상대 전적 동률(오스트리아 1-1 폴란드). 전체 골득실차로 순위 결정: 오스트리아 -2, 폴란드 -3

| 2008년 6월 8일  |     |            |                                |
| 오스트리아      | 0-1 | 크로아티아 | 빈 에른스트-하펠-슈타디온      |
| 독일            | 2-0 | 폴란드     | 클라겐푸르트 뵈르터제 슈타디온 |
| 2008년 6월 12일 |     |            |                                |
| 크로아티아      | 2-1 | 독일       | 클라겐푸르트 뵈르터제 슈타디온 |
| 오스트리아      | 1-1 | 폴란드     | 빈 에른스트-하펠-슈타디온      |
| 2008년 6월 16일 |     |            |                                |
| 폴란드          | 0-1 | 크로아티아 | 클라겐푸르트 뵈르터제 슈타디온 |
| 오스트리아      | 0-1 | 독일       | 빈 에른스트-하펠-슈타디온      |

### C조
| 순위 | 팀       | 경기 | 승 | 무 | 패 | 득 | 실 | 차 | 승점 | 통과               |
| ---- | -------- | ---- | -- | -- | -- | -- | -- | -- | ---- | ------------------ |
| 1    | 네덜란드 | 3    | 3  | 0  | 0  | 9  | 1  | +8 | 9    | 결선 토너먼트 진출 |
| 2    | 이탈리아 | 3    | 1  | 1  | 1  | 3  | 4  | −1 | 4    | 결선 토너먼트 진출 |
| 3    | 루마니아 | 3    | 0  | 2  | 1  | 1  | 3  | −2 | 2    |                    |
| 4    | 프랑스   | 3    | 0  | 1  | 2  | 1  | 6  | −5 | 1    |                    |

| 2008년 6월 9일  |     |          |                       |
| 루마니아        | 0-0 | 프랑스   | 취리히 레치그룬트     |
| 네덜란드        | 3-0 | 이탈리아 | 베른 스타드 드 스위스 |
| 2008년 6월 13일 |     |          |                       |
| 이탈리아        | 1-1 | 루마니아 | 취리히 레치그룬트     |
| 네덜란드        | 4-1 | 프랑스   | 베른 스타드 드 스위스 |
| 2008년 6월 17일 |     |          |                       |
| 네덜란드        | 2-0 | 루마니아 | 베른 스타드 드 스위스 |
| 프랑스          | 0-2 | 이탈리아 | 취리히 레치그룬트     |

### D조
| 순위 | 팀     | 경기 | 승 | 무 | 패 | 득 | 실 | 차 | 승점 | 통과               |
| ---- | ------ | ---- | -- | -- | -- | -- | -- | -- | ---- | ------------------ |
| 1    | 스페인 | 3    | 3  | 0  | 0  | 8  | 3  | +5 | 9    | 결선 토너먼트 진출 |
| 2    | 러시아 | 3    | 2  | 0  | 1  | 4  | 4  | 0  | 6    | 결선 토너먼트 진출 |
| 3    | 스웨덴 | 3    | 1  | 0  | 2  | 3  | 4  | −1 | 3    |                    |
| 4    | 그리스 | 3    | 0  | 0  | 3  | 1  | 5  | −4 | 0    |                    |

| 2008년 6월 10일 |     |        |                                   |
| 스페인          | 4-1 | 러시아 | 인스브루크 티볼리-노이            |
| 그리스          | 0-2 | 스웨덴 | 잘츠부르크 슈타디온 발스-지첸하임 |
| 2008년 6월 14일 |     |        |                                   |
| 스웨덴          | 1-2 | 스페인 | 인스브루크 티볼리-노이            |
| 그리스          | 0-1 | 러시아 | 잘츠부르크 슈타디온 발스-지첸하임 |
| 2008년 6월 18일 |     |        |                                   |
| 그리스          | 1-2 | 스페인 | 잘츠부르크 슈타디온 발스-지첸하임 |
| 러시아          | 2-0 | 스웨덴 | 인스브루크 티볼리-노이            |

## 결선 토너먼트

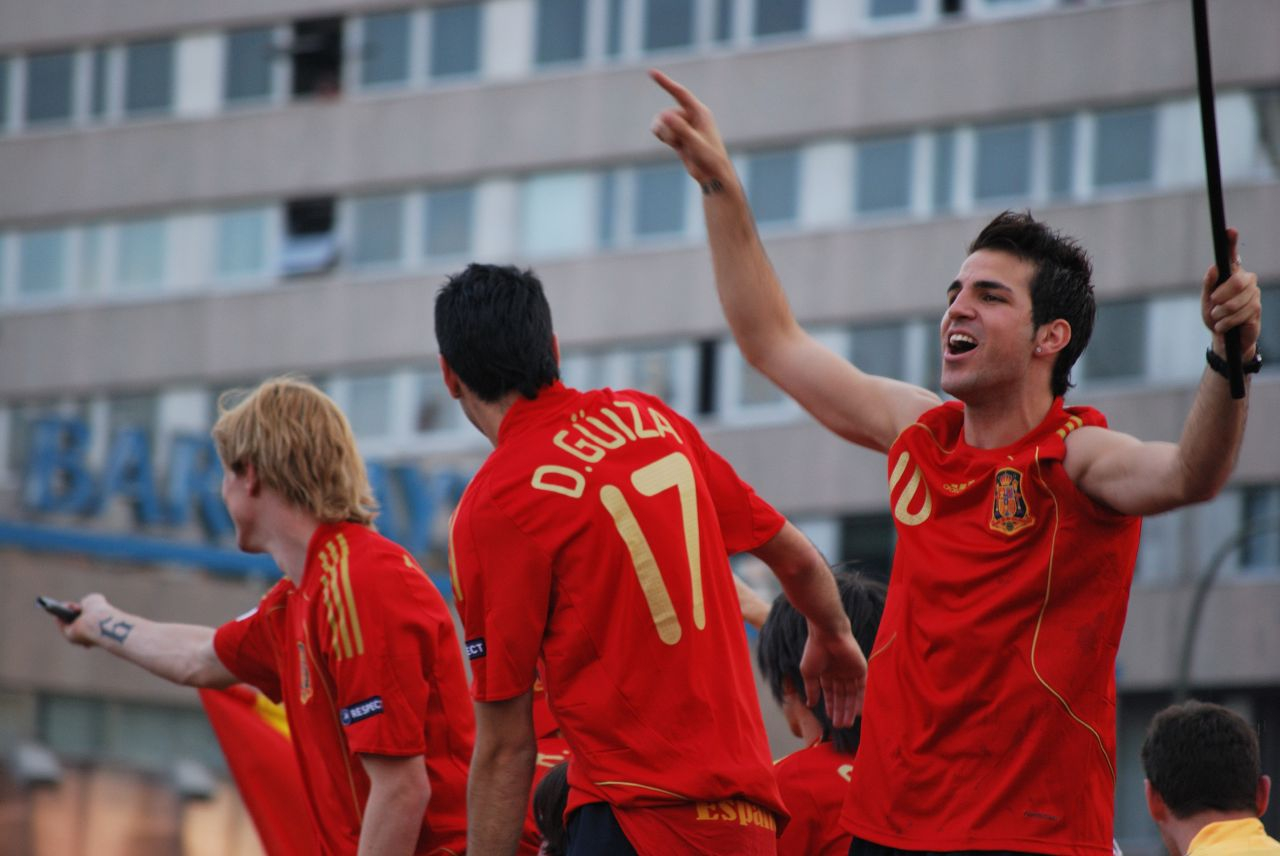
유로 2008 우승을 자축하는 스페인의 세스크 파브레가스

유로 2008의 결선 토너먼트는 이전 대회와 다르게 대진표가 짜여졌다. A조와 B조를 통과한 국가들은 C조와 D조를 통과한 국가들과 반대편 대진표로 올라가 결승에서 맞붙을 수 있게 되었다. 그에 따라, 같은 조에 속했던 두 국가는 종전에 결승전에서 재회했던 이전 대회들과 대조되게 준결승전에서 재회하는 구조로 되어 있었다. 또한, 유럽 선수권 대회 최초로 결선 토너먼트 7경기는 모두 두 경기장(바젤의 장크트 야코프-파르크와 빈의 에른스트-하펠-슈타디온으로 이 대회 8개 경기장 중 각 공동 개최국의 최대 규모 경기장)에서만 진행되었다.
유로 1984때부터 직전 대회인 유로 2004까지와 마찬가지로 3위 결정전은 진행되지 않았다.
하술할 모든 경기 시각은 중앙유럽 일광 절약 시간대 (UTC+02:00)를 기준으로 되어 있다.

### 대진표
|  | 8강전           | 8강전         |                 |       | 준결승전 | 준결승전 |  |  | 결승전 | 결승전 |
|  |                 |               |                 |       |          |          |  |  |        |        |
|  | 6월 19일 - 바젤 |               |                 |       |          |          |  |  |        |        |
|  |                 |               |                 |       |          |          |  |  |        |        |
|  | 포르투갈        | 2             |                 |       |          |          |  |  |        |        |
|  | 포르투갈        | 2             | 6월 25일 - 바젤 |       |          |          |  |  |        |        |
|  | 독일            | 3             |                 |       |          |          |  |  |        |        |
|  | 독일            | 3             | 독일            | 3     |          |          |  |  |        |        |
|  | 6월 20일 - 빈   |               | 독일            | 3     |          |          |  |  |        |        |
|  |                 | 튀르키예      | 2               |       |          |          |  |  |        |        |
|  | 크로아티아      | 튀르키예      | 2               | 1 (1) |          |          |  |  |        |        |
|  | 크로아티아      |               | 6월 29일 - 빈   | 1 (1) |          |          |  |  |        |        |
|  | 튀르키예 (승)   | 1 (3)         |                 |       |          |          |  |  |        |        |
|  | 튀르키예 (승)   | 1 (3)         | 독일            | 0     |          |          |  |  |        |        |
|  | 6월 21일 - 바젤 |               | 독일            | 0     |          |          |  |  |        |        |
|  |                 | 스페인        | 1               |       |          |          |  |  |        |        |
|  | 네덜란드        | 스페인        | 1               | 1     |          |          |  |  |        |        |
|  | 네덜란드        | 6월 26일 - 빈 |                 | 1     |          |          |  |  |        |        |
|  | 러시아 (연)     | 3             |                 |       |          |          |  |  |        |        |
|  | 러시아 (연)     | 3             | 러시아          | 0     |          |          |  |  |        |        |
|  | 6월 22일 - 빈   |               | 러시아          | 0     |          |          |  |  |        |        |
|  |                 | 스페인        | 3               |       |          |          |  |  |        |        |
|  | 스페인 (승)     | 스페인        | 3               | 0 (4) |          |          |  |  |        |        |
|  | 스페인 (승)     |               |                 | 0 (4) |          |          |  |  |        |        |
|  | 이탈리아        | 0 (2)         |                 |       |          |          |  |  |        |        |
|  | 이탈리아        | 0 (2)         |                 |       |          |          |  |  |        |        |

### 8강전
| 포르투갈                       | 2–3    | 독일                                         |
| ------------------------------ | ------ | -------------------------------------------- |
| 누누 고메스 40′ · 포스티가 87′ | 리포트 | 슈바인슈타이거 22′ · 클로제 26′ · 발라크 61′ |

| 크로아티아                              | 1–1 (연장전) | 튀르키예                   |
| --------------------------------------- | ------------ | -------------------------- |
| 클라스니치 119′                         | 리포트       | 세미흐 120+2′              |
| 승부차기                                |              |                            |
| 모드리치 · 스르나 · 라키티치 · 페트리치 | 1–3          | 아르다 · 세미흐 · 알튼토프 |

| 네덜란드          | 1–3 (연장전) | 러시아                                           |
| ----------------- | ------------ | ------------------------------------------------ |
| 판 니스텔로이 86′ | 리포트       | 파블류첸코 56′ · 토르빈스키 112′ · 아르샤빈 116′ |

| 스페인                                   | 0–0 (연장전) | 이탈리아                                  |
| ---------------------------------------- | ------------ | ----------------------------------------- |
|                                          | 리포트       |                                           |
| 승부차기                                 |              |                                           |
| 비야 · 카솔라 · 세나 · 귀사 · 파브레가스 | 4 – 2        | 그로소 · 데 로시 · 카모라네시 · 디 나탈레 |

### 준결승전
| 독일                                     | 3–2    | 튀르키예              |
| ---------------------------------------- | ------ | --------------------- |
| 슈바인슈타이거 26′ · 클로제 79′ · 람 90′ | 리포트 | 보랄 22′ · 세미흐 86′ |

| 러시아 | 0–3    | 스페인                         |
| ------ | ------ | ------------------------------ |
|        | 리포트 | 차비 50′ · 귀사 73′ · 실바 82′ |

### 결승전
| 독일 | 0–1    | 스페인     |
| ---- | ------ | ---------- |
|      | 리포트 | 토레스 33′ |

### 우승
| UEFA 유로 2008 우승 |
| ------------------- |
| 스페인 2번째 우승   |

## 통계

### 득점 집계
31번의 경기에서 77골을 기록했으며, 경기당 평균 2.48골을 생산했다.
4골
- 다비드 비야

3골
| - 루카스 포돌스키 | - 로만 파블류첸코 | - 하칸 야킨 | - 세미흐 셴튀르크 |

2골
| - 베슬리 스네이더르 - 뤼트 판 니스텔로이 - 로빈 판 페르시 - 미하엘 발라크 | - 바스티안 슈바인슈타이거 - 미로슬라프 클로제 - 안드레이 아르샤빈 | - 즐라탄 이브라히모비치 - 다니엘 귀사 - 페르난도 토레스 | - 이반 클라스니치 - 니하트 카흐베지 - 아르다 투란 |

1 골
| - 앙겔로스 하리스테아스 - 아르연 로번 - 디르크 카위트 - 지오바니 판 브롱크호르스트 - 클라스-얀 휜텔라르 - 필리프 람 - 콘스탄틴 지랴노프 - 드미트리 토르빈스키 - 아드리안 무투 | - 페테르 한손 - 루벤 데 라 레드 - 다비드 실바 - 차비 - 세스크 파브레가스 - 이비차 바스티치 - 다니엘레 데 로시 - 크리스티안 파누치 - 안드레아 피를로 | - 바츨라프 스베르코시 - 리보르 시온코 - 얀 콜레르 - 야로슬라프 플라실 - 루카 모드리치 - 다리요 스르나 - 이비차 올리치 - 우우르 보랄 - 누누 고메스 | - 데쿠 - 하울 메이렐르스 - 히카르두 쿠아레즈마 - 페페 - 엘데르 포스티가 - 크리스티아누 호날두 - 호제르 게헤이루 - 티에리 앙리 |

### 수상
유럽 축구 연맹 대회의 선수단

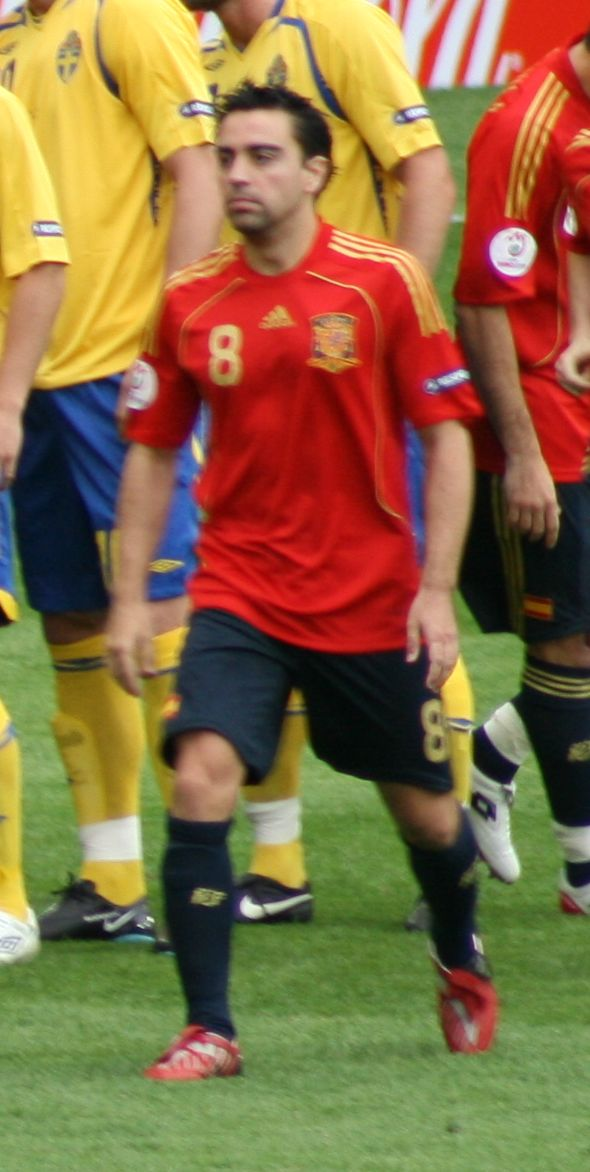
스페인의 차비가 대회 최우수 선수로 선정되었다.

유럽 축구 연맹의 기술위원회는 대회 기간 동안 최고의 활약을 펼친 23인의 선수단을 발표했다. 9명의 분석가들이 매 경기를 관전하고 결승전 후에 발표했다. 이 선수단에서 9명의 스페인 선수가 대회의 선수단에 명명되었고, 조별 리그에서 탈락한 선수들은 명단에서 제외되었다. 준결승전에 오른 러시아도 4명을 배출했는데, 러시아 선수가 대회의 선수단에 이름을 올린 것은 소련 해체 후에 처음 있는 일이었다.
| 골키퍼                                            | 수비수                                                                   | 미드필더 | 공격수                                                        |
| ------------------------------------------------- | ------------------------------------------------------------------------ | --- | ------------------------------------------------------------- |
| 에드빈 판 데르 사르 이케르 카시야스 잔루이지 부폰 | 필리프 람 유리 지르코프 카를로스 마르체나 카를레스 푸욜 조제 보싱와 페페 | 베슬리 스네이더르 미하엘 발라크 루카스 포돌스키 콘스탄틴 지랴노프 마르코스 세나 안드레스 이니에스타 차비 세스크 파브레가스 루카 모드리치 하미트 알튼토프 | 안드레이 아르샤빈 로만 파블류첸코 다비드 비야 페르난도 토레스 |

유럽 축구 연맹 대회 최우수 선수
유럽 축구 연맹 기술위원회는 지지자들의 투표도 고려하여 대회 최우수 선수도 선정했다. 스페인의 미드필더 차비가 최종 수상자로 선정되었다.
- 차비

득점왕
득점왕에게 수상되는 골든 부트는 또다른 스페인 선수 다비드 비야가 4골을 넣고 차지했는데, 3골은 4-1로 이긴 러시아전(이 대회 유일한 해트트릭이기도 하다)에서 기록했다.
- 다비드 비야 (4골)

### 상금
유럽 축구 연맹은 대회 본선에 참가하는 16개국에 €184M의 상금을 책정했는데, 이는 전 대회의 €129M에서 증가한 수치였다. 각국에게 다음의 금액이 책정되었다:
- 기본 참가 상금: €7.5M

선수단의 성적에 따라 아래의 금액만큼 추가 상금이 지급되었다:
- 우승: €7.5M
- 준우승: €4.5M
- 준결승 진출: €3M
- 8강 진출: €2M
- 조별 리그(경기당 지급):
  - 승리: €1M
  - 무승부: €500,000

이 대회를 우승한 스페인은 조별 리그 3경기를 모두 이기고 최대로 받을 수 있는 금액인 총 €23M의 상금을 챙겼다. 한편, 그리스는 조별 리그 3경기를 모두 패하면서 기본 참가 상금인 €7.5M을 받는데 그쳤다.

### 최종 순위
| 순             | 국가       | 조 | 전 | 승 | 무 | 패 | 득 | 실 | 차  | 점 |
| -------------- | ---------- | -- | -- | -- | -- | -- | -- | -- | --- | -- |
| 1              | 스페인     | D  | 6  | 5  | 1  | 0  | 16 | 3  | +13 | 16 |
| 2              | 독일       | B  | 6  | 4  | 0  | 2  | 10 | 9  | +1  | 12 |
| 준결승 진출    |            |    |    |    |    |    |    |    |     |    |
| 3              | 러시아     | D  | 5  | 3  | 0  | 2  | 7  | 8  | -1  | 9  |
| 4              | 튀르키예   | A  | 5  | 2  | 1  | 2  | 8  | 9  | -1  | 7  |
| 8강전 진출     |            |    |    |    |    |    |    |    |     |    |
| 5              | 크로아티아 | B  | 4  | 3  | 1  | 0  | 5  | 2  | +3  | 10 |
| 6              | 네덜란드   | C  | 4  | 3  | 0  | 1  | 10 | 4  | +6  | 9  |
| 7              | 포르투갈   | A  | 4  | 2  | 0  | 2  | 7  | 6  | +1  | 6  |
| 8              | 이탈리아   | C  | 4  | 1  | 2  | 1  | 3  | 4  | -1  | 5  |
| 조별 리그 탈락 |            |    |    |    |    |    |    |    |     |    |
| 9              | 스위스     | A  | 3  | 1  | 0  | 2  | 3  | 3  | 0   | 3  |
| 10             | 스웨덴     | D  | 3  | 1  | 0  | 2  | 3  | 5  | -2  | 3  |
| 11             | 체코       | A  | 3  | 1  | 0  | 2  | 4  | 6  | -2  | 3  |
| 12             | 루마니아   | C  | 3  | 0  | 2  | 1  | 1  | 3  | -2  | 2  |
| 13             | 오스트리아 | B  | 3  | 0  | 1  | 2  | 1  | 3  | -2  | 1  |
| 14             | 폴란드     | B  | 3  | 0  | 1  | 2  | 1  | 4  | -3  | 1  |
| 15             | 프랑스     | C  | 3  | 0  | 1  | 2  | 1  | 6  | -5  | 1  |
| 16             | 그리스     | D  | 3  | 0  | 0  | 3  | 1  | 6  | -5  | 0  |

### 징계
유로 2008에서 선수는 몇 차례 경고나 퇴장으로 출장하지 못하는 징계를 받을 수 있었다. 선수가 퇴장한 경우 경고 누적이나 즉시 퇴장과 무관하게 바로 다음 경기에 출전할 수 없게 된다. 소속 선수의 국가가 징계 기간 중에 탈락한 경우, 출장 정지 징계는 2010년 월드컵 예선전 경기에도 적용되었다. 선수는 두 번의 다른 경기에서 경고를 받을 경우에도 두 번째 경고를 받은 바로 다음 경기에 출전할 수 없었다. 그러나, 조별 리그에서 8강까지 치르고 경고를 1번만 받은 경우 준결승전에서 경고 기록이 없는 것과 동일하게 처리된다.
죄질이 나쁠 경우, 유럽 축구 연맹은 징계위원회를 통해 추가적인 징계 절차가 필요한지를 판정하게 된다. 예를 들어 튀르키예 골키퍼 볼칸 데미렐은 체코 공격수 얀 콜레르를 밀어 넘어뜨려 2경기 출장 정지 징계를 받았다.
아래의 선수들은 퇴장 혹은 경고 누적으로 출장 정지 징계를 받았다:
| 선수                    | 경고/퇴장 기록                        | 출장 정지 경기                         |
| ----------------------- | ------------------------------------- | -------------------------------------- |
| 안드레이 아르샤빈       | 안도라전 (유로 예선)                  | 스페인전 (D조) 그리스전 (D조)          |
| 바스티안 슈바인슈타이거 | 크로아티아전 (B조)                    | 오스트리아전 (B조)                     |
| 제바스티안 프뢰들       | 크로아티아전 (B조) · 폴란드전 (B조)   | 독일전 (B조)                           |
| 도린 고이안             | 프랑스전 (C조) · 이탈리아전 (C조)     | 네덜란드전 (C조)                       |
| 메흐멧 아우렐리우       | 스위스전 (A조) · 체코전 (A조)         | 크로아티아전 (8강전)                   |
| 볼칸 데미렐             | 체코전 (A조)                          | 크로아티아전 (8강전) 독일전 (준결승전) |
| 에리크 아비달           | 이탈리아전 (C조)                      | 오스트리아전 (2010 월드컵 예선)        |
| 안드레아 피를로         | 루마니아전 (C조) · 프랑스전 (C조)     | 스페인전 (8강전)                       |
| 젠나로 가투소           | 네덜란드전 (C조 · 프랑스전 (C조)      | 스페인전 (8강전)                       |
| 툰자이 샨르             | 스위스전 (A조) · 크로아티아전 (8강전) | 독일전 (준결승전)                      |
| 아르다 투란             | 체코전 (A조) · 크로아티아전 (8강전)   | 독일전 (준결승전)                      |
| 엠레 아시으크           | 체코전 (A조) · 크로아티아전 (8강전)   | 독일전 (준결승전)                      |
| 데니스 콜로딘           | 스웨덴전 (D조) · 네덜란드전 (8강전)   | 스페인전 (준결승전)                    |
| 드미트리 토르빈스키     | 그리스전 (D조) · 네덜란드전 (8강전)   | 스페인전 (준결승전)                    |

## 홍보

### 중계 중단 사건
독일과 튀르키예 간 준결승전은 대부분의 국제 텔레비전 중계가 3차례 중단되었다. 빈에서 뇌우가 발생해 국제 중계 센터에 송신에 문제가 생겨 스위스 바젤의 중계 내용이 정상적으로 송신되지 않아 1골에서 2골의 중계 내용이 중계되지 못했다. 다수 국가의 중계사들이 비상 대책을 통해 라디오 중계 (예를 들어 BBC의 경우 라디오 5 라이브를 통해 중계를 계속하였고, 아일랜드는 RTÉ 투 현장 중계자 빌 오허릴리와 이먼 던피, 조니 자일스, 그리고 리암 브래디가 비상 회의를 통해 경기에서 무슨 일이 일어나는지 전했고, 노르웨이 TV2의 외이빈 알라스케르는 휴대전화로 기록하고 3세대 이동 통신망으로 중계했다. IBC로 송신하지 않고 직접 중계하는 스위스의 공영방송 SRG SSR만 정상적으로 모든 경기 내용이 중계되었다.

### 새 우승컵
유로 2008을 앞두고 우승컵이 새로 제작되었다. 새 앙리 들로네 트로피는 런던의 애스프리사에서 제작했고, 아르튀-베르트랑이 제작한 전 우승컵과 형태가 거의 동일하다. 공으로 묘기를 하는 작은 형체가 없어지고, 대리석 굽도리도 제거되었다. 은빛 받침대는 확대되어 보다 안정적인 형태로 변경되었다. 굽도리에 새겨지던 대회 우승국은 트로피 후면에 새겨지기 시작했고, 이 부분은 스털링 은합금으로 제조되었고, 트로피 크기는 60cm고, 자체 질량은 8kg이다.

### 공인구

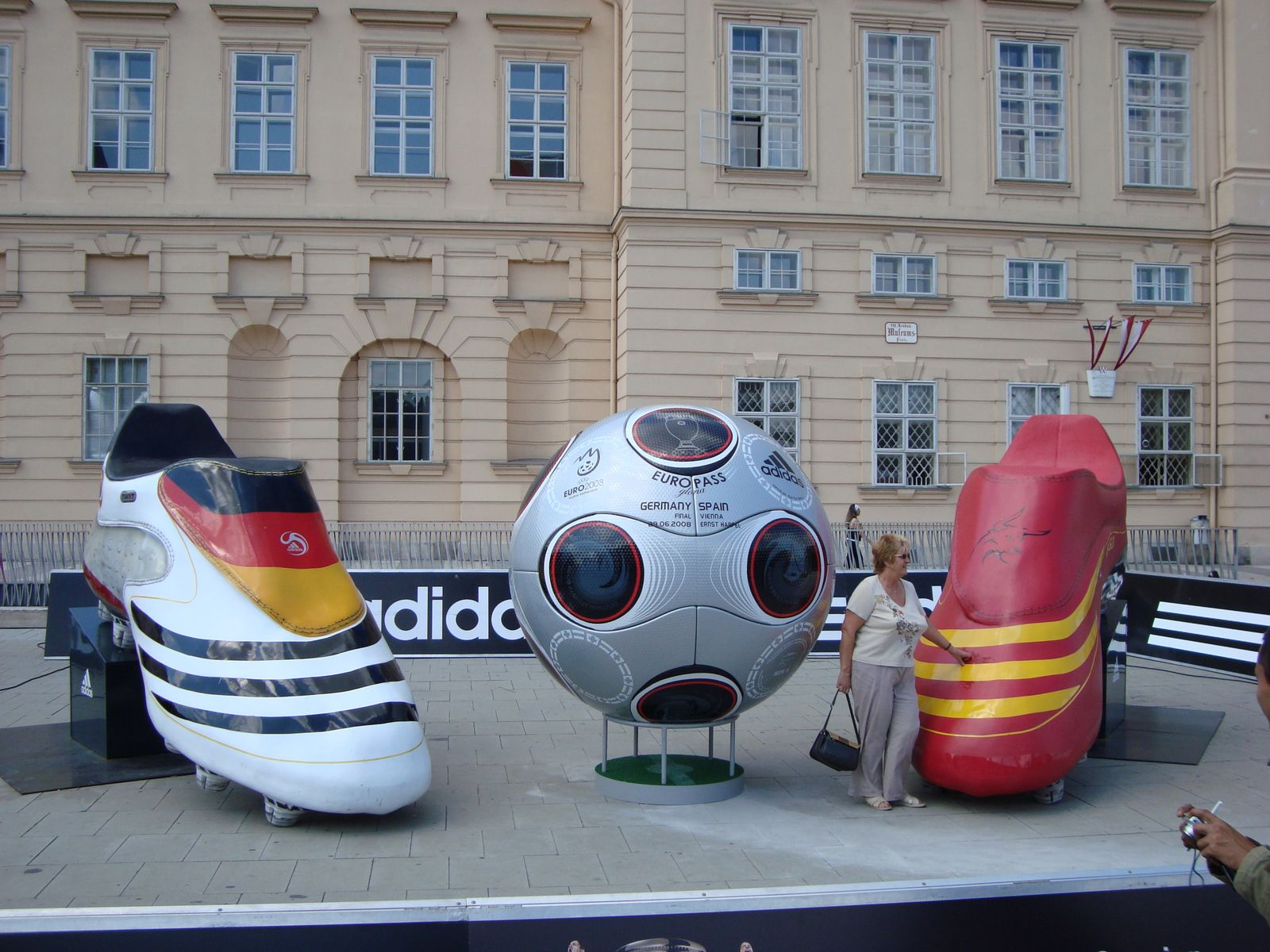
결승전을 앞두고 빈에 설치된 대형 F50 축구화와 오이로파스 글로리아 설치물

대회 본선 공인구는 조추첨식에 공개되었다. 아디다스가 생산한 이 공인구는 "오이로파스"로, 팀가이스트와 동일한 14판 구조로 되어 있지만, 외피 그림이 변경되었다. 결승전에는 전용 공인구 "오이로파스 글로리아"를 사용했다.
오이로파스는 궤적을 예측할 수 없어 골키퍼가 막기 어려워 공인구에 관한 우려가 제기되었다. 독일의 옌스 레만과 체코의 페트르 체흐는 공인구에 대해 비판하기도 했다. 그러나, 공인구 설계에 참가했던 올리버 칸은 이에 반박했다.

### 음악
유럽 축구 연맹은 인트로/아웃트로 공식 음악으로 페이슬리스의 롤로 앰스트롱이 작곡했다. 유로 2008의 공식 주제가는 스페인의 가수 엔리케 이글레시아스의 "제가 들리나요"로, 6월 29일에 빈의 에른스트 하펠 슈타디온에서 열린 공식 폐막식에서 현장 공연되었다.
자메이카의 레게 가수 섀기는 유로 2008의 마스코트 주제곡으로 두 곡 "슈퍼스타처럼"과 "쇄도를 느껴봐"를 발매했다. 두 곡은 마스코트 트릭스와 플릭스의 애니메이션 배경곡으로 연주되었다.
스위스의 공식 주제곡은 바스키의 "고향으로 가져와"(Bring en hei)였다. 오스트리아의 가수 크리스티나 슈튀르머는 오스트리아 축구 협회 공식 응원곡으로 "열기"(Fieber)를 불렀다. 크로아티아 국가대표팀의 슬라벤 빌리치 감독은 손수 크로아티아의 유로 2008 공식 응원가를 록 가수 로바우와 녹음했다.
경기 전 선수들이 입장할 때 화이트 스트라이프스의 "7개국 군대"가 연주되었고, 독일의 무용단 벨리니의 "자네이루의 삼바"(Samba de Janeiro)가 득점 시마다 연주되었다.

### 마스코트
유로 2008의 공식 마스코트로 선정된 둘은 다음 후보군들 중 공동 개최국의 대중 투표를 통해 명명되었다:
- 치기와 차기
- 플리츠와 블리츠
- 트릭스와 플릭스

2007년 4월, 36.3%를 득표한 트릭스와 플릭스로 명명되었다. "스위스의 대회 조직위원회장인 크리스티안 무츨러는 "마스코트와 그들 이름이 대회 자체를 이해하는데 중요한 역할이 될 것이라 생각합니다"라고 표의했다. 마스코트는 2006년 9월 27일에 오스트리아 빈에서 공개되었다. 공식 공개는 2006년 10월 11일, 오스트리아와 스위스간 친선경기에서 처음 공개되었고, 결과는 2-1이었다.

### 표어
유로 2008의 표어는 2007년 1월 24일에 "만감을 기대하라"(Expect Emotions)로 최종 확정되었다. 미셸 플라티니 유럽 축구 연맹장은 "유로 2008의 기대되는 점을 함축적으로 표현합니다: 만감을요 - 환희, 실망, 안도, 혹은 고도의 긴장감 - 경기 종료 전까지요"라고 표의했다.

### 후원사
국제 후원사
- 마스터카드
- 맥도날드
- 아디다스
- JVC
- 칼스버그 그룹
- 캐논[79]
- 캐스트롤[80]
- 콘티넨탈
- 코카-콜라
- 현대-기아

스위스 국내 후원사
- 스위스컴[81]
- UBS[82]
- 페레로 스위스 (킨더 초콜릿, 누텔라, 페레로 로쉐)[83]

오스트리아 국내 후원사
- 외스터라이히셰 포스트
- 우니크레디트
- 텔레콤 오스트리아[84]

위블로가 공식 시계 제공사 및 시간 관리사로 선정되었고, 인터스포츠는 대회 공식 물품 판매사로 선정되었다.
벤큐는 본래 대회 공식 후원사로 선정되었지만, 이 독일의 휴대전화 제작사는 회생절차에 들어가면서 후원사에서 제외되었다.